# Larry Linville
Lawrence Lavon Linville, detto Larry (Ojai, 29 settembre 1939 – New York, 10 aprile 2000), è stato un attore statunitense noto principalmente per il ruolo del maggiore Frank Burns nella serie televisiva M*A*S*H.

## Filmografia parziale

### Cinema
- Vedovo aitante, bisognoso affetto offresi anche babysitter (Kotch), regia di Jack Lemmon (1971)
- Provaci ancora mamma (Bunny O'Hare), regia di Gerd Oswald (1971)
- La matrigna (The Stepmother), regia di Howard L. Avedis (1972)
- Anche i fantasmi lo fanno (School Spirit), regia di Alan Holleb (1985)
- Le ragazze della Terra sono facili (Earth Girls Are Easy), regia di Julien Temple (1988)
- C.H.U.D. II: Bud the Chud, regia di David Irving (1989)
- Una fortuna dal cielo (A Million to Juan), regia di Paul Rodriguez (1994)
- No Dessert, Dad, till You Mow the Lawn, regia di Howard McCain (1994)

### Televisione

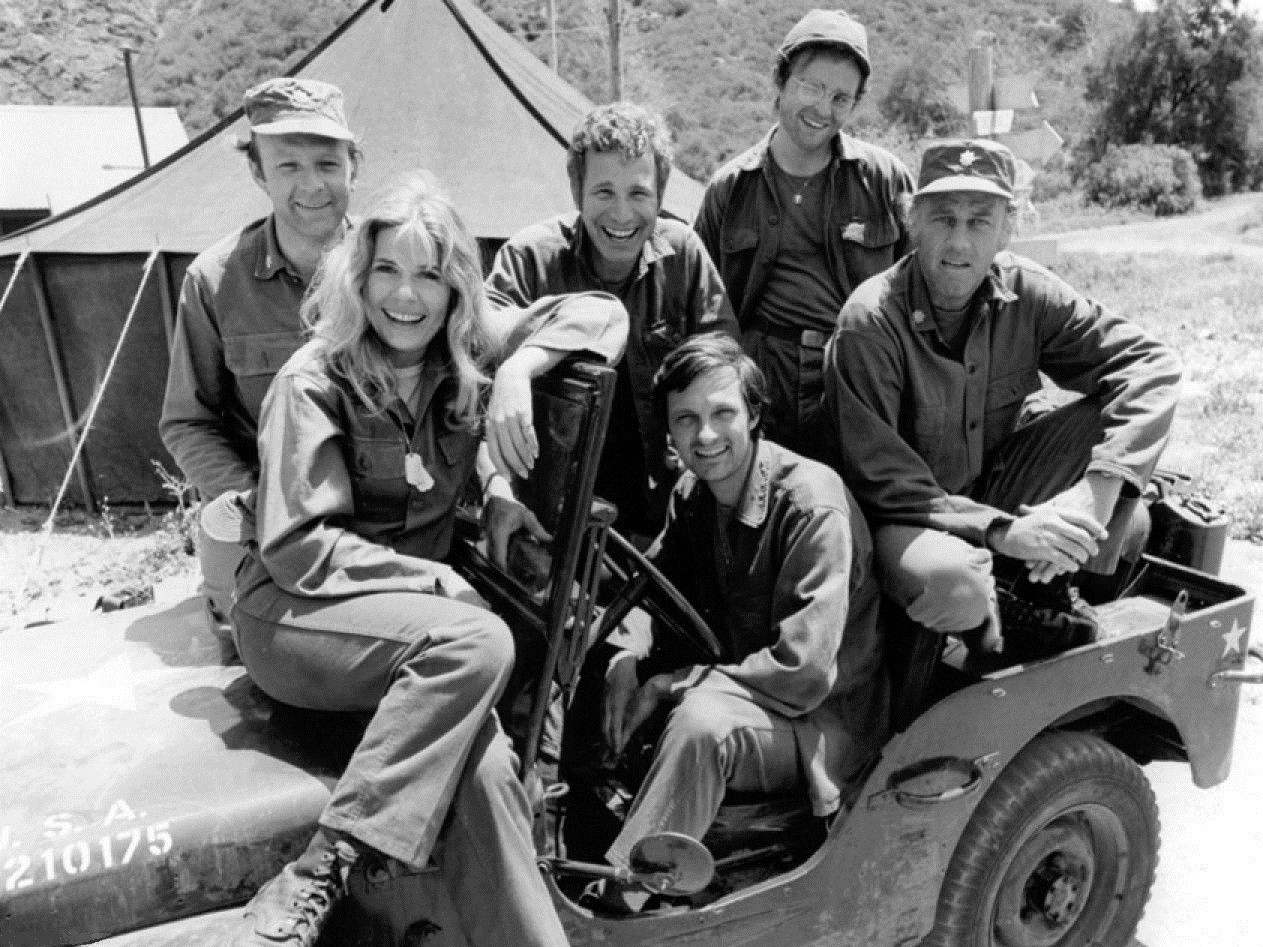
Linville nel cast di M*A*S*H (1974)

- Mannix – serie TV, 8 episodi (1968-1970)
- The Outsider – serie TV, episodio 1x15 (1969)
- Giovani avvocati (The Young Lawyers) – serie TV, episodio 1x13 (1970)
- Una storia allucinante (The Night Stalker) – film TV (1972)
- Marcus Welby (Marcus Welby, M.D.) – serie TV, 3 episodi (1969-1972)
- M*A*S*H – serie TV, 120 episodi (1972-1977)
- Nonno va a Washington (Grandpa Goes to Washington) – serie TV, 11 episodi (1978-1979)
- Love Boat (The Love Boat) – serie TV, 4 episodi (1979-1981)
- Checking In – serie TV, 4 episodi (1981)
- Herbie, the Love Bug – serie TV, 4 episodi (1982)
- Il profumo del successo (Paper Dolls) – serie TV, 6 episodi (1984)
- La signora in giallo (Murder, She Wrote) – serie TV, 3 episodi (1985-1995)

## Doppiatori italiani
Nelle versioni in italiano delle opere in cui ha recitato, Larry Linville è stato doppiato da:
- Dario Penne in Mannix
- Sandro Iovino in Vedovo aitante, bisognoso affetto offresi anche babysitter
- Dante Biagioni in M*A*S*H (parte degli episodi delle stagioni 1-5)
- Romano Malaspina in M*A*S*H (parte degli episodi delle stagioni 1-4)
- Luciano Melani in M*A*S*H (parte degli episodi delle stagioni 1-3)
- Carlo Reali in M*A*S*H (parte degli episodi delle stagioni 4-5, episodi 1x01, 1x02, 3x08)
- Glauco Onorato in M*A*S*H (episodio 5x04)
- Enrico Carabelli ne I Jefferson
- Guido De Salvi ne La signora in giallo (ep. 1x18)
- Gino Pagnani ne La signora in giallo (ep. 4x14)